# Sinkkastenschnellverschluss

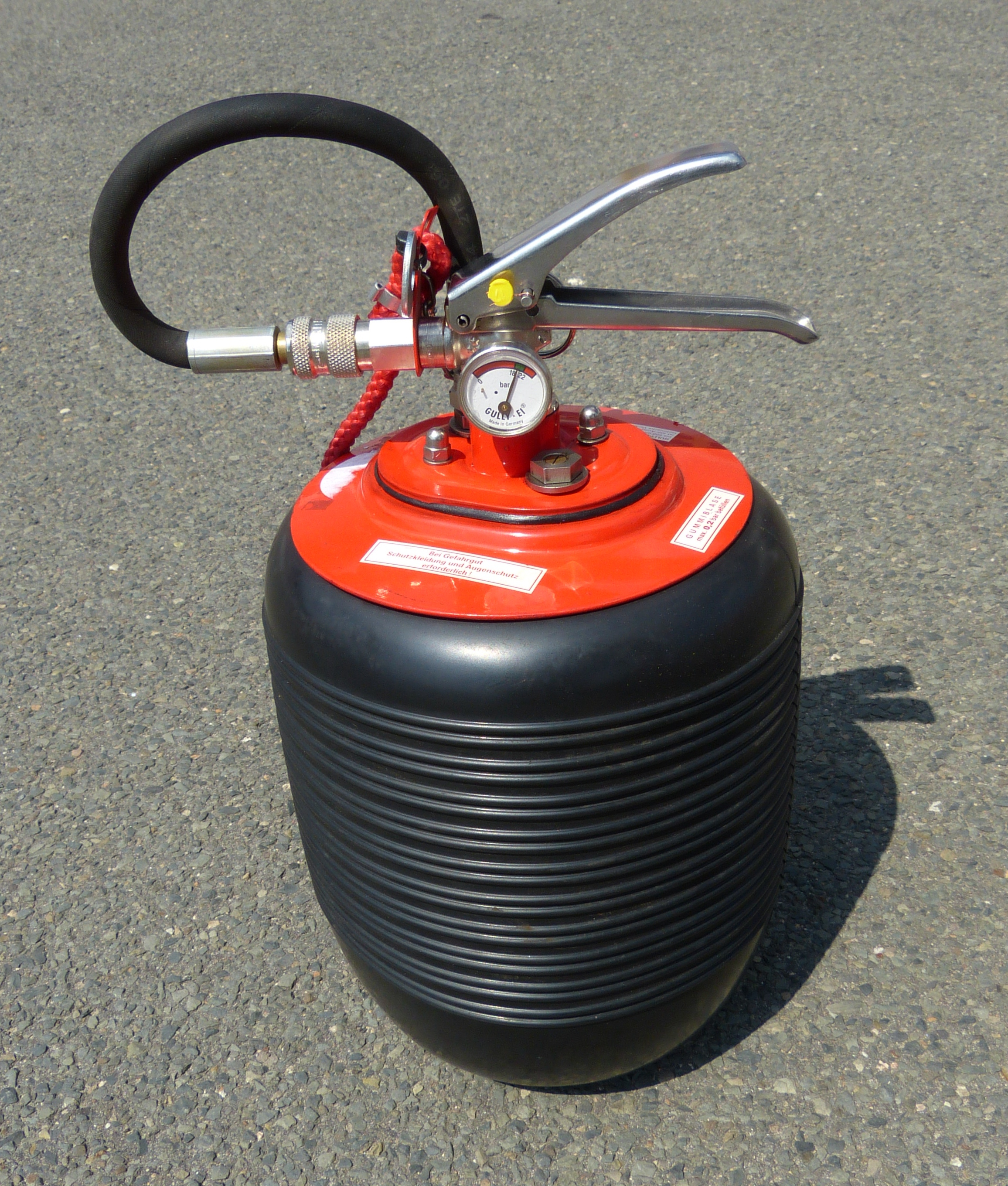
Kanalabsperrblase "Gully-Ei" im nicht aufgeblasenen Zustand

Ein Sinkkastenschnellverschluss wird auch (Kanal- oder Rohr-)Dichtkissen, Kanalabsperrblase oder Gully-Ei genannt und ist ein Abdichtungssystem (teilweise patentiert) aus Kunststoff bzw. Gummi, das zum Abdichten von Gullys und ähnlichen Vorrichtungen geeignet ist. Der Sinkkastenschnellverschluss stellt eine Alternative oder Ergänzung zu Schachtabdeckungen dar.
Dafür wird der Verschluss in den Abfluss / Schacht eingefügt und dort mit einem Gas aufgepumpt, meistens Druckluft aus einer Druckluftflasche oder dem integrierten Luftbehälter. So verhindert er in aufgepumptem Zustand das Eindringen von Flüssigkeiten wie Öl, Benzin (nach Verkehrsunfällen), kontaminiertem Löschwasser oder sonstigen Gefahrstoffen (bei Chemie-Störfällen) in die Kanalisation. Alternativ können solche Verschlüsse mit Spanngurten über Tankleckagen gespannt werden, um diese zu verschließen.